# Surdo oralizado
Surdos oralizados são surdos congênitos ou adquiridos que utilizam qualquer língua oral para se comunicar, na modalidade oral, oro-facial, também denominada de leitura labial e/ou leitura e escrita.
A denominação abrange os surdos que sabem ler, escrever e falar fluentemente e os surdos que sabem ler e escrever, mas não são fluentes na fala, os ensurdecidos e os surdos na terceira idade. O denominador comum deste grupo é, em primeiro lugar, o uso da língua oral como meio de comunicação em todas as suas formas.
Os surdos oralizados são popularmente conhecidos como os "surdos que ouvem"

## Opção pela oralização de surdos
Grupos especializados em surdos oralizados defendem que a comunicação oral faz parte da essência humana e sugerem que pais, apoiados por ajuda fonoaudiológica especializada, têm o direito de optar pela oralização de seus filhos que perderam a audição antes de adquirir a capacidade de fala.
A opção pelo uso da língua oral contribui consideravelmente para o processo de inclusão com a comunidade ouvinte, pois favorece a autonomia e abre possibilidades de desenvolvimento de capacidades intelectuais e cognitivas e possibilita uma melhor interação com a comunidade.

## Desenvolvimento e manutenção da fala
Alguns recursos para capacitar o surdo a desenvolver ou manter a linguagem oral e escrita envolvem sessões com fonoaudiólogos, leitura labial, uso de aparelhos auditivos, implantes cocleares, sonorização especial de ambientes, legendas, equipamentos para facilitar a comunicação e participação ativa da família.

## Surdos oralizados na sociedade
As principais necessidades de acessibilidade de surdos oralizados se referem principalmente à legendagem de áudio e sinais luminosos que sejam usados em conjunto com alertas sonoros.
A legendagem para filmes estrangeiros e, principalmente, nacionais, se torna de fundamental importância, pois a dublagem de filmes estrangeiros e a falta de legenda em filmes nacionais impedem que os surdos, de maneira geral, apreciem as artes audiovisuais em sua plenitude.
As legendas devem ser essencialmente de boa qualidade, completas e fiéis aos diálogos que transcrevem, sem nenhuma simplificação conceitual. Devem ser elaboradas por profissionais de boa formação técnica.
Além disso, as legendas não atenderiam somente aos surdos, mas também as pessoas de meia-idade que têm a audição diminuída; crianças em fase de alfabetização; adultos que necessitam de alfabetização; estrangeiros que querem aprender o idioma local, dentre outros usuários.
Sob o olhar pedagógico, o contato diário do indivíduo com a escrita, sendo ele via legenda ou por meio de outras tecnologias (como material impresso, por exemplo), facilita muito a aprendizagem, entretanto, é necessário que esse material seja elaborado de maneira criteriosa. Isso significa o uso de legendas realmente comprometidas com a norma culta da língua e não legendas facilitadas, condensadas ou simplificadas, que apenas iriam provocar a acomodação do leitor, além de nada contribuir para o desenvolvimento da sua capacidade de entendimento e estruturação do pensamento.
Em eventos que ocorrem em grandes ambientes, existe também a possibilidade de implantação do equipamento conhecido por Hearing Loop, também denominado induction loop, boucle magnetique, aro magnético ou ainda anel indutor ou emissor para receptor auricular, como é conhecido, respectivamente, nos Estados Unidos da América, na França, na Argentina e no Brasil.
Tal equipamento tem por premissa captar o som da TV, do cinema, do palestrante na sala de conferências e o transmitir, sem ecos ou interferências, para os aparelhos auditivos e implante coclear. Em países que já utilizam esse equipamento ele tem também uma função bastante eficaz, quando utilizado em crianças surdas, em sala de aula.
O sistema FM ou microfones remotos também são tecnologias que ajudam o surdo oralizado em aulas e conferências. Neste caso, um microfone é preso à roupa do palestrante e o áudio captado é transmitido diretamente para o aparelho auditivo ou implante coclear dos surdos na plateia.
Um surdo oralizado pode se beneficiar também de um intérprete oralista, que traduz oralmente o que é falado na sala, ou então pode precisar se sentar próximo ao palestrante ou professor para ter uma boa visibilidade ao fazer leitura labial ou oro-facial.

## Sotaque surdo
"Sotaque surdo" refere-se a uma característica linguística peculiar encontrada em algumas pessoas surdas que falam a língua oral. Essa peculiaridade é resultado das diferenças na percepção e produção dos sons da fala devido à perda auditiva. O sotaque surdo pode se manifestar de várias maneiras, como variações na pronúncia, entonação e ritmo da fala. Essas características podem ser influenciadas pelo aprendizado da língua oral por meio de aparelhos auditivos, implantes cocleares e terapia fonoaudiológica. É importante ressaltar que o sotaque surdo não é uma deficiência, mas sim uma marca da identidade linguística e cultural das pessoas surdas oralizadas.
O sotaque surdo pode ser influenciado por diversos fatores, como a idade em que a pessoa perdeu a audição, o tempo de uso de aparelhos auditivos ou implantes cocleares, a intensidade da perda auditiva e o ambiente linguístico em que a pessoa está inserida. Por exemplo, pessoas que perderam a audição precocemente podem ter um sotaque mais próximo do falado por pessoas ouvintes, enquanto aqueles que perderam a audição mais tarde na vida podem apresentar diferenças mais marcantes em relação ao sotaque ouvinte.
No sotaque de uma pessoa surda, é comum haver uma falsa impressão de que ela está sempre gripada, pois frequentemente não utiliza a nasalidade típica dos falantes brasileiros. Isso significa que parte dos sons que normalmente ressoam pelas vias nasais, como o "m" ou o "ã", é reverberada de maneiras diferentes.
Outra característica típica é uma fala um pouco mais interiorizada, como se a pessoa estivesse falando "para dentro". Isso é comum em pessoas com baixa audição ou sem audição alguma. Em vez de controlar o volume da voz "ouvindo a si mesma" para saber se está gritando ou sussurrando, a pessoa utiliza a vibração óssea ou na garganta como referência para ajustar o volume.
A velocidade da fala também difere do padrão. A pessoa pode falar mais devagar ou mais rápido do que um ouvinte. Além disso, pode apresentar variações no ritmo e na entonação. Isso ocorre porque ela não tem o retorno auditivo típico que auxilia no controle do ritmo, da velocidade e da entonação.
É comum também ocorrerem "erros de produção de fonemas", especialmente quando a pessoa aprendeu a falar sem ouvir nada. A forma como ela pronuncia os fonemas pode soar diferente da pronúncia de um falante nativo do idioma. Isso é semelhante ao que acontece quando um estrangeiro aprende a falar um novo idioma e sua pronúncia difere um pouco da dos falantes nativos.
É importante destacar que o sotaque surdo não é uma deficiência ou algo que precise ser corrigido. Assim como existem variações de sotaque entre falantes de diferentes regiões ou países, o sotaque surdo é uma característica linguística natural das pessoas surdas oralizadas. É uma expressão da sua identidade cultural e uma parte integral da sua forma de se comunicar. É essencial valorizar e respeitar essa diversidade linguística e cultural, proporcionando a todos igualdade de oportunidades e acesso à comunicação efetiva.

## Barreiras comunicativas
Surdos oralizados enfrentam diversas barreiras comunicativas devido à sua condição auditiva e às particularidades da comunicação oral. Essas barreiras podem afetar a compreensão da fala, a expressão verbal e a interação com outras pessoas. Abaixo estão algumas das principais barreiras comunicativas enfrentadas pelos surdos oralizados:
1. Dificuldade na compreensão da fala: A compreensão da fala pode ser desafiadora para os surdos oralizados devido a limitações na capacidade auditiva. Eles podem enfrentar dificuldades em ambientes com ruído de fundo, variação de sotaques, velocidade da fala ou quando o interlocutor não fala claramente. Dependendo do grau de perda auditiva, mesmo com o uso de aparelhos auditivos ou implantes cocleares, alguns sons podem não ser percebidos com clareza.
2. Limitações na expressão verbal: Surdos oralizados podem enfrentar dificuldades na produção clara e precisa da fala devido a desafios relacionados à audição e ao desenvolvimento da linguagem. Isso pode resultar em uma fala menos fluente, com pronúncia imprecisa, entonação inadequada e dificuldade em distinguir sons semelhantes.
3. Dependência de apoios visuais: Para compensar as dificuldades na compreensão oral, surdos oralizados frequentemente dependem de leitura labial, expressões faciais, gestos e outras dicas visuais para obter informações adicionais durante a comunicação. A ausência desses apoios visuais pode dificultar a compreensão da mensagem e levar a mal-entendidos.
4. Falta de conhecimento e conscientização: A falta de conhecimento e conscientização por parte de pessoas ouvintes sobre as necessidades e habilidades dos surdos oralizados pode criar barreiras adicionais. Muitas vezes, as pessoas podem não estar cientes de estratégias de comunicação eficazes ou podem ter expectativas irrealistas sobre a capacidade dos surdos oralizados de entender a fala.
5. Limitações em situações específicas: Certas situações comunicativas podem representar desafios extras para os surdos oralizados. Por exemplo, em reuniões de grupo, discussões rápidas ou em ambientes com múltiplos interlocutores, pode ser difícil acompanhar todas as vozes e contribuir de maneira efetiva.

É importante adotar uma abordagem inclusiva e colaborativa. Isso pode envolver o uso de tecnologias assistivas, como amplificadores sonoros e sistemas de FM, bem como a prática de uma comunicação clara, uso de apoios visuais e adaptação do ambiente para minimizar ruídos e facilitar a compreensão. Além disso, a conscientização e a educação sobre as necessidades dos surdos oralizados são fundamentais para promover uma comunicação mais efetiva e inclusiva.

## Fonoaudiologia e Surdez[4][5]
A fonoaudiologia desempenha um papel fundamental no suporte e desenvolvimento da comunicação oral de pessoas surdas oralizadas. Os profissionais fonoaudiólogos especializados nessa área trabalham em conjunto com os surdos oralizados, fornecendo avaliação, diagnóstico, orientação e terapia para ajudar a maximizar suas habilidades de fala e audição.
A intervenção fonoaudiológica com surdos oralizados geralmente começa na infância, quando a criança recebe um diagnóstico de perda auditiva e é encaminhada a um fonoaudiólogo especializado em surdez. O fonoaudiólogo realiza avaliações audiológicas e linguísticas para determinar o grau de perda auditiva e as necessidades específicas da criança. Com base nesses dados, são desenvolvidos planos de intervenção personalizados.
Durante a terapia fonoaudiológica, os surdos oralizados recebem suporte para desenvolver habilidades de audição, percepção e produção da fala. Os fonoaudiólogos trabalham em estreita colaboração com os pacientes, usando técnicas específicas, exercícios de treinamento auditivo, práticas de leitura labial e exercícios articulatórios para aprimorar a precisão e a clareza da fala.
Além disso, os fonoaudiólogos também auxiliam os surdos oralizados a desenvolver habilidades de compreensão da fala em diferentes contextos, como em ambientes com ruído de fundo, durante conversas rápidas ou em situações desafiadoras. Eles podem fornecer estratégias e técnicas para melhorar a compreensão auditiva e a adaptação às variações linguísticas e de sotaque.
Os fonoaudiólogos também desempenham um papel importante na orientação e aconselhamento dos surdos oralizados e suas famílias, fornecendo informações sobre a perda auditiva, as opções de comunicação, os recursos assistivos disponíveis e as estratégias de comunicação eficazes.

É importante ressaltar que cada indivíduo surdo oralizado é único, com diferentes necessidades e habilidades. O trabalho do fonoaudiólogo é adaptado às características e objetivos individuais, promovendo uma abordagem personalizada e centrada no paciente.